# Batalla de Sio
La batalla de Sio, librada entre diciembre de 1943 y marzo de 1944, fue la fase de avance y persecución de la campaña del general Douglas MacArthur en la península de Huon, parte de la campaña de Nueva Guinea de la Segunda Guerra Mundial.
Tras la derrota de los japoneses en la batalla de Sattelberg, las fuerzas del ejército australiano rompieron las posiciones japonesas alrededor de Finschhafen . La presión constante de los PT boats de la Marina estadounidense, las fuerzas terrestres australianas y la aviación aliada llevaron al sistema logístico japonés al borde del colapso, lo que provocó enfermedades, desnutrición y privaciones entre los soldados japoneses. Mientras tanto, el sistema de suministros aliado se enfrentaba a problemas del terreno y meteorológicos, en particular las inclemencias del tiempo y los mares monzónicos agitados que dificultaban y en ocasiones impedían la entrega de suministros por mar.
Las tropas australianas y papúes avanzaron a lo largo de la costa de la península de Huon, utilizando infantería, tanques y ataques aéreos contra las posiciones japonesas, que generalmente estaban ubicadas en los cruces de arroyos en la jungla. La infantería que avanzaba se mantuvo estrictamente dentro del alcance de la artillería de apoyo, que se empleó generosamente en las primeras etapas de la operación. Utilizando tácticas que explotaban la potencia de fuego de la artillería y los blindados australianos, las tropas australianas y papúes infligieron bajas graves y desproporcionadas a los japoneses a medida que avanzaban, y finalmente se unieron a las fuerzas estadounidenses en Saidor . Cientos de soldados japoneses murieron; miles más murieron por enfermedades, desnutrición, agotamiento y suicidio . Los aliados no aprovecharon la oportunidad de destruir completamente las fuerzas japonesas.
Durante el avance, las tropas australianas capturaron materiales criptográficos japoneses. Esto tuvo un efecto importante en el curso posterior de la guerra contra Japón en el Pacífico Sudoccidental, ya que permitió a los descifradores de códigos en Australia y los Estados Unidos leer los mensajes del ejército japonés en una escala mucho mayor que antes.

## Fondo

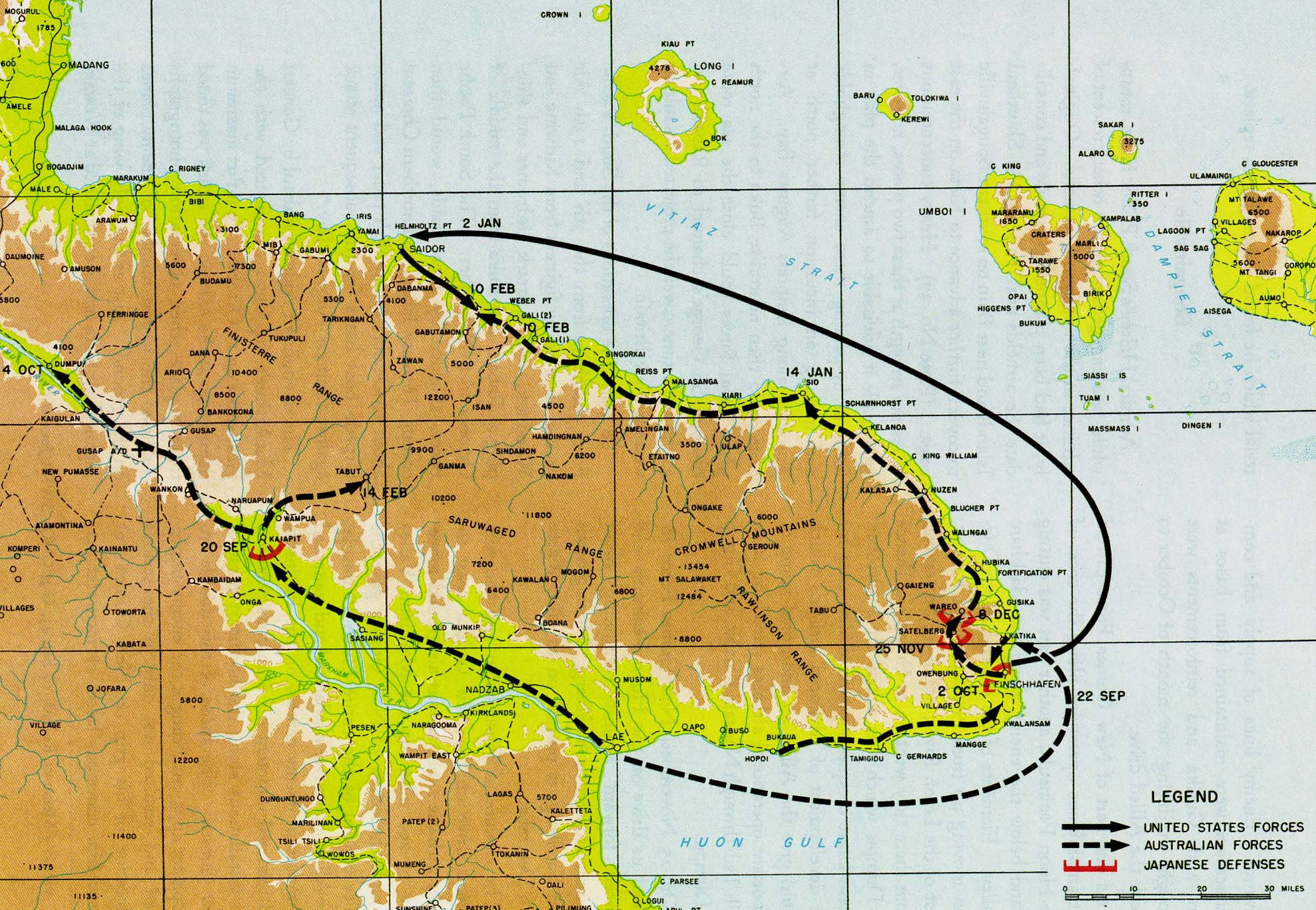
El envolvimiento de la península de Huon 1943-1944

La Operación Cartwheel del general Douglas MacArthur comenzó con victorias espectaculares en el aterrizaje en Lae y el aterrizaje en Nadzab, pero luego fracasó ante las inclemencias del tiempo, el terreno desfavorable y, sobre todo, la tenaz y agresiva oposición japonesa en tierra y aire. La iniciativa pasó al Decimoctavo Ejército del Mayor General Hatazō Adachi, que lanzó una serie de contraataques contra la 9.ª División del Mayor General George Wootten en la Batalla de Finschhafen . En la Batalla de Sattelberg, Wootten finalmente infligió una aplastante derrota a Adachi.
Aunque vencidos, los japoneses no abandonaron el área. El teniente general Shigeru Katagiri, comandante de la 20.ª División japonesa, ordenó al 80.º Regimiento de Infantería que mantuviera el área de Wareo para proteger la retirada del 79.º Regimiento de Infantería y otras unidades. El 2.º Batallón del 238.º Regimiento de Infantería actuaría como retaguardia en la costa. El teniente general Frank Berryman, comandante del II Cuerpo australiano, ahora instó a Wootten a comenzar un avance costero para cortar las líneas de suministro japonesas y obligar a Adachi a retirarse de la península de Huon si aún no lo estaba haciendo. Wootten tomó un enfoque más cauteloso. La Batalla de Wareo demostró que los japoneses tenían la intención de defender el área. Después de una feroz lucha, Wootten logró expulsar a los japoneses de las alturas que rodeaban a Sattelberg y Gusika. A principios de diciembre, Adachi ordenó que todas sus tropas se retiraran a Sio . Wareo fue capturado por los australianos el 8 de diciembre y la última retaguardia japonesa abandonó la zona el 15 de diciembre. Mientras tanto, el avance costero de Berryman había comenzado el 5 de diciembre.

## Preludio

### Ofensiva contra el sistema de suministro japonés

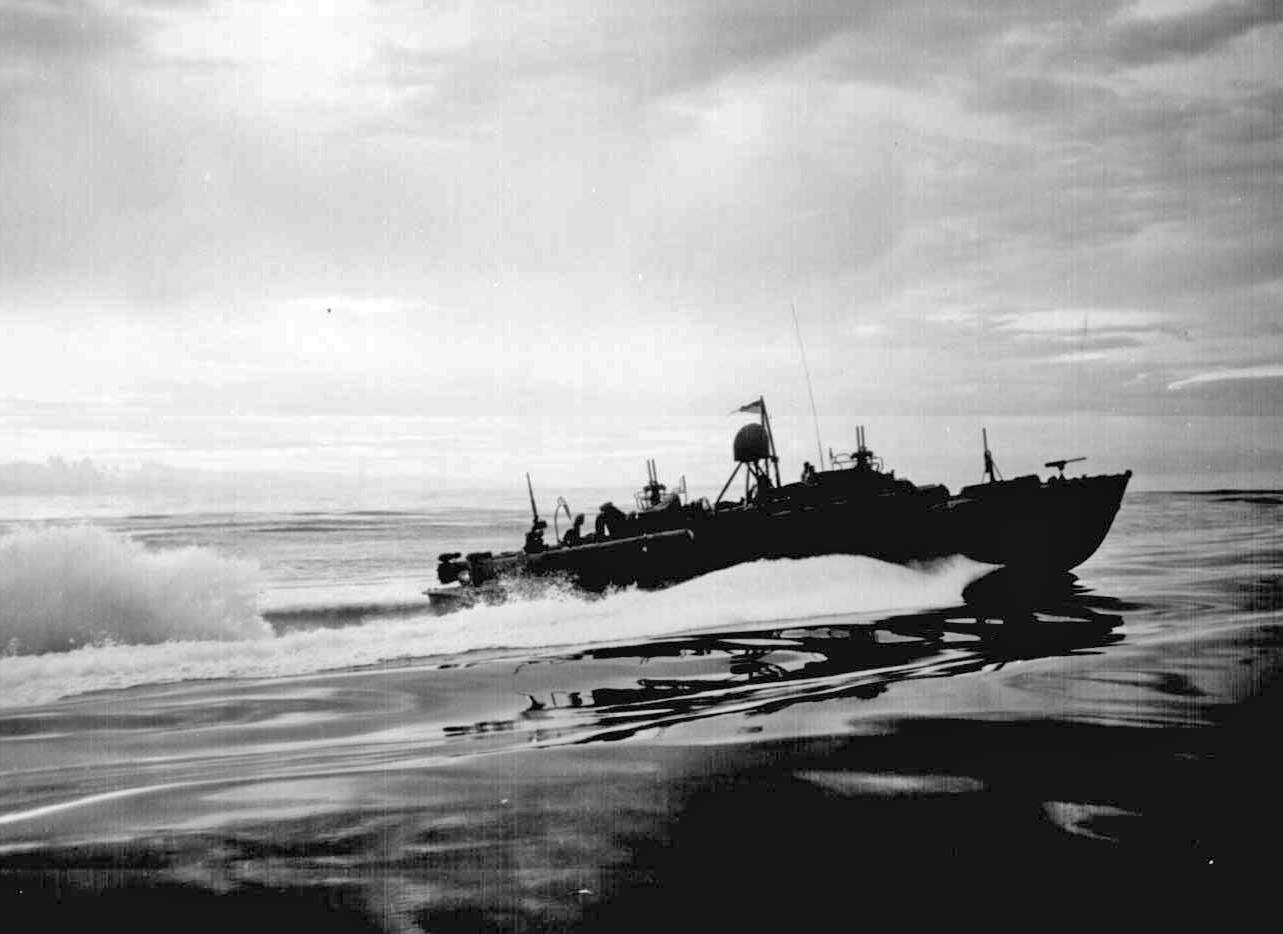
Un barco PT patrulla frente a Nueva Guinea, 1943

A principios de octubre de 1943, se estableció un personal especial en el Cuartel General del II Cuerpo para estudiar el sistema de suministro japonés. No incluía un oficial con experiencia en el mantenimiento de una gran fuerza sobre una línea de portaaviones nativos y, por lo tanto, tomó tiempo darse cuenta de que la fuerza japonesa no podía mantenerse sobre una vía interior, como se supuso al principio. Las operaciones pronto confirmaron que los japoneses dependían de una línea de suministro costera. Durante la Batalla de Sattelberg, los aliados se dispusieron a cortar esta línea de suministro. Se adoptó un enfoque triple:
1. Los centros de acopio de alimentos autóctonos y las vías que partían de la costa fueron bombardeados por la Quinta Fuerza Aérea de Estados Unidos. Esto redujo las existencias de alimentos disponibles para los japoneses y también alejó a los transportistas nativos de los que dependían los japoneses para llevar sus suministros desde la costa.
2. Los barcos PT del Grupo de Tareas 70.1 intentaron interceptar el tráfico de barcazas a lo largo de la costa durante la noche, mientras que los cazas de la Quinta Fuerza Aérea realizaron barridos de barcazas durante el día.
3. Las fuerzas terrestres intentaron cortar físicamente las líneas de suministro japonesas. La 9.ª División capturó Pabu, cortando así la vía interior más conveniente, mientras que el desembarco en Long Island ocupó una importante zona de preparación de barcazas.

En diciembre, las lamentables condiciones de los prisioneros japoneses confirmaron a los australianos que "el sistema logístico japonés estaba en las etapas finales de descomposición". Entre el 9 y el 13 de diciembre, lanchas del PT hundieron 23 barcazas, la mayoría al sur de Sio. El 7 de enero, los barcos PT también atacaron un submarino. Nada menos que doce barcazas fueron destruidas la noche del 8 de enero, una de las cuales estaba cargada de municiones y otra con unos 70 efectivos. El 9 de enero, lanchas del PT atacaron a un grupo de seis barcazas que intentaron contraatacar. Se vio hundirse una barcaza. Otra patrulla se enfrentó a ocho barcazas y destruyó dos. Una tercera patrulla encontró seis barcazas en una playa y las destruyó. Luego, el 10 de enero, tres barcos del PT hundieron tres barcazas que transportaban tropas y se llevaron a un prisionero japonés. La misma noche, también se hundieron dos barcazas al norte de la isla de Sio. Cuando el general Berryman vio al vicealmirante Thomas C. Kinkaid, el comandante de las Fuerzas Navales Aliadas, el 14 de diciembre, lo felicitó por el trabajo que estaban haciendo sus barcos PT.
El Teniente General Tsutomu Yoshihara, Jefe de Estado Mayor del Decimoctavo Ejército Japonés, recordó:

At this time the air at 20th Division H.Q. was one of fatigue. The troops, short of food and ammunition, were searching for vegetables left in the native gardens around them and were so hungry they were eating banana and pawpaw roots. Since these abandoned gardens were right in the front line or inside the enemy's positions, the troops penetrated the enemy positions to obtain vegetables. And they fought exposed to the enemy shells, committing their bodies to trenches in which the rain of days after days had accumulated.

So the fact that 20th Division was not able to fulfil the idea of its activities were not 20th Division's fault, but ours. With this poverty of supply it made no difference how brave they were; it was a case of "An army marches on its stomach".
Hereupon, as an emergency measure, the Army began to use auxiliary fishing boats from Hansa for transport round the coast of New Guinea; from Hansa, via Karka, Bagubagu, Long [Island...] the transport began and so a direct supply line to Sio was established.

This daring transport was conspicuously successful and brought great rejoicing to the officers and men of 20th Division. It was amazing the courageous deeds these fishing fleets did in the skilful hands of the shipping engineers. With no training, no equipment the captains and crews of these fishing boats braved the front line of the fighting and all the dangerous places, saying, "We are immortal. Bring on your arrows or your guns." When attacked by enemy aircraft, they bravely engaged them and miraculously shot them down. However, this secret transport did not long remain hidden from enemy eyes. With the passage of time they were spotted, and their bases were demolished by bombing and the transport unfortunately ceased.

### táctica y logística

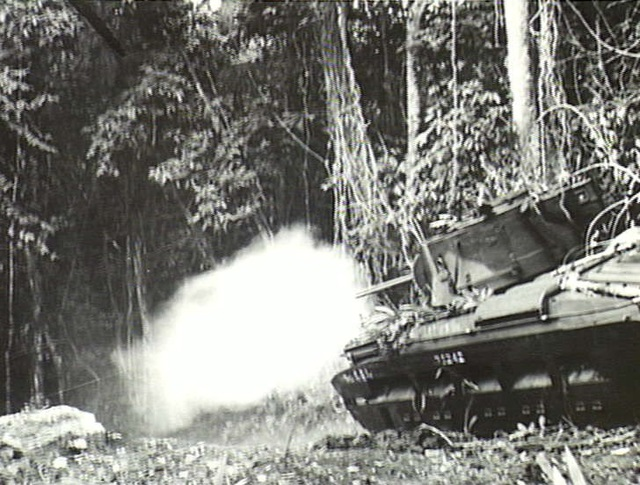
Un tanque Matilda del Escuadrón A, Batallón de Tanques, dispara contra una trinchera japonesa.

El principal avance australiano fue por equipos de infantería, tanques e ingenieros que se desplazaban a lo largo de las vías costeras. Las posiciones japonesas generalmente se ubicaban en los cruces de arroyos en la jungla . La infantería que avanzaba se mantuvo estrictamente dentro del alcance de la artillería de apoyo, excepto por breves períodos durante las últimas etapas de la operación cuando la oposición japonesa era insignificante y la dificultad de hacer avanzar la artillería rápidamente era demasiado grande. Se realizó un movimiento de flanqueo secundario tierra adentro, sobre el terreno más alto, que generalmente eran acantilados de coral cubiertos por hierba kunai y que se elevaban hasta 4,000 pies (1200 m) Dado que la intención japonesa era retrasar en lugar de luchar hasta la muerte, una amenaza a su ruta de escape generalmente provocaba una retirada. Cuando esto no ocurrió, la posición se redujo mediante una combinación de maniobras y fuego de tanques, morteros y artillería. Durante la primera parte del avance, se dispararon 4.700 rondas en un día; pero durante todo el avance de la 5.ª División de Sio a Saidor, solo se dispararon 30 rondas. El avance se realizó en una serie de saltos, cuyo objetivo solía ser asegurar cabezas de playa protegidas.

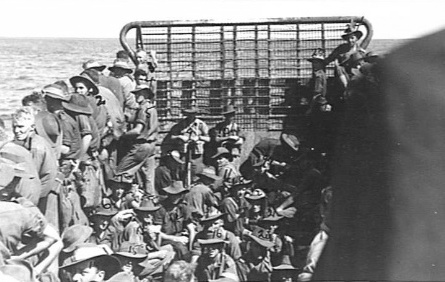
Un LCM de la 532.ª EBSR transporta a hombres del 30.º Batallón de Infantería de Kelanoa a Sio.

El suministro aliado se hizo enteramente por mar. Los exploradores anfibios del 532º Regimiento de Barcos y Costa de Ingenieros de EE. UU. (EBSR) de la 2.ª Brigada Especial de Ingenieros de EE. UU., vestidos con uniformes australianos, avanzaron con la infantería y reconocieron las playas desde el lado de tierra mientras estaban aseguradas. Si una playa parecía adecuada, se hacía un segundo reconocimiento desde el mar. Una vez que se seleccionó una playa, se trajo un grupo de tierra en lanchas de desembarco para establecer un área administrativa. Los ingenieros mejoraron la vía costera para permitir que los suministros para las unidades que se movían a lo largo de ella fueran llevados por jeeps, pero los suministros para las unidades que se movían tierra adentro sobre el terreno elevado tenían que ser traídos por transportistas nativos. Los cañones de artillería se adelantaron sobre las vías o fueron movidos por Landing Craft Mechanized (LCM) de la 532ª EBSR. Los tanques normalmente se movían a lo largo de las vías, pero usaban LCM para evitar obstáculos. A medida que continuaba el avance, se abrieron nuevas cabezas de playa mientras se cerraban las traseras. El avance se detuvo en ocasiones para permitir el avance de los cañones o la acumulación de suministros suficientes en la cabeza de playa delantera.
El principal problema era el clima. El monzón provocó mares agitados que impidieron el uso de pequeñas lanchas de desembarco, vehículos, personal (LCVP) y restringieron las operaciones de los LCM más grandes. Debido a los mares extremadamente agitados, los más difíciles que jamás haya encontrado la 532.a EBSR, la mayoría de las misiones de suministro se realizaron de noche, cuando las condiciones de las mareas eran más favorables. Wootten insistió en que se dispusiera de suministros para al menos siete días en las áreas avanzadas en caso de que el clima impidiera que los LCM funcionaran. El II Cuerpo puso a disposición dos arrastreros, tripulados por el 1.er Grupo de Transporte Acuático, para entregar raciones. El ejército australiano también trasladó suministros mediante DUKW .

## Batalla

### Punto de fortificación

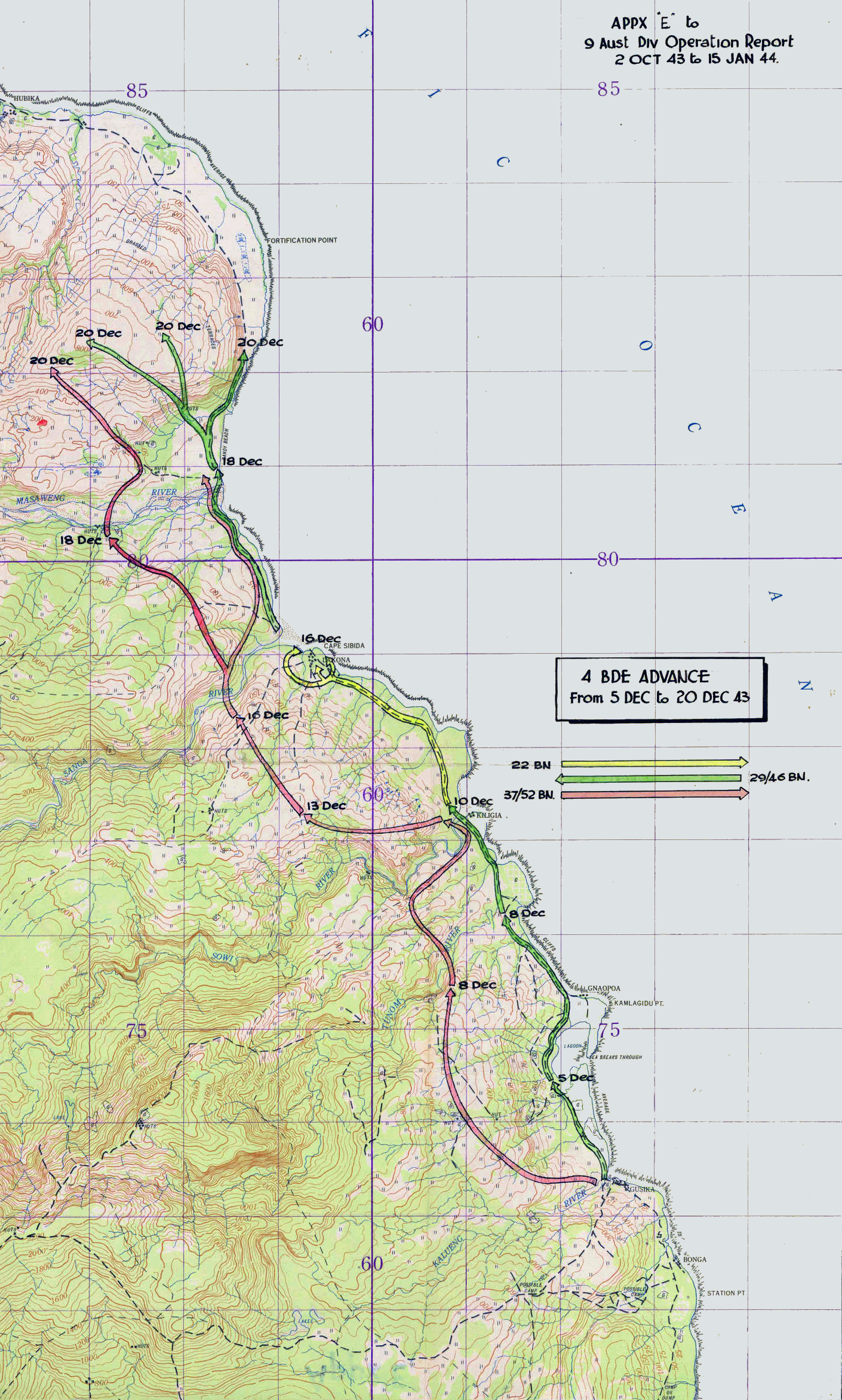
Avance de la 4.a Brigada de Infantería a Fortification Point, del 5 al 20 de diciembre de 1943

Wootten designó a la 4.ª Brigada de Infantería del brigadier CRV Edgar, una formación de milicia, para la fase inicial del avance costero, reservando sus brigadas veteranas de la Fuerza Imperial Australiana para la Batalla de Wareo . La brigada estaba formada por los batallones de infantería 22 y 29/46 de Victoria y el batallón de infantería 37/52 de Tasmania . A cada batallón se le asignó un equipo de asesores de la 9.ª División. Bajo el mando de Edgar estaba el Escuadrón C, 1.er Batallón de Tanques, con siete tanques Matilda, el 9.º Pelotón, la Compañía C, el Batallón de Infantería de Papúa y destacamentos del 532º EBSR, la Unidad Administrativa de Nueva Guinea Australiana (ANGAU), el Cuerpo de Servicio del Ejército Australiano (AASC) y Cuerpo Médico del Ejército Australiano (AAMC). En apoyo estaban los zapadores de la 2/7 Compañía de Campo y los 24 cañones de 25 libras del 2/6 Regimiento de Campo. En caso de que Edgar se metiera en problemas, la Brigada de Infantería 20 estaba en reserva, con seis horas de anticipación.
Para apoyar el avance, se preparó un área de mantenimiento de playa en una playa en la desembocadura del río Kalueng, lo que implicó eliminar los obstáculos submarinos y terrestres. Para que los tanques y los jeeps pudieran apoyar inmediatamente el avance, se requería un puente sobre el río Kalueng. Una operación preliminar del 22. ° Batallón de Infantería el 3 de diciembre de 1943 aseguró un área de cruce y se construyó un puente de troncos. La operación comenzó el 5 de diciembre, con el paso del 29/46 Batallón de Infantería por la cabeza de puente establecida por el 22. Pronto estuvo bajo fuego enemigo esporádico y un tanque quedó inutilizado por una mina terrestre. Ante la creciente oposición, el avance se detuvo cerca de la laguna. Se reanudó al día siguiente y los japoneses se retiraron después de un bombardeo de artillería, con órdenes de "evitar cualquier enfrentamiento decisivo" para "llevar a cabo una resistencia exitosa para tratar de retrasar el avance enemigo". Este se convirtió en el patrón, y los japoneses prefirieron retirarse en lugar de sufrir grandes bajas. El 10 de diciembre, Edgar llevó a sus tres batallones a la línea y el 14 de diciembre se acercaban a Lakona, una posición clave en la ruta de retirada de la 20.ª División.
Los tanques tuvieron dificultades para mantenerse al día con el avance. Un obstáculo eran las minas. El primer día, la Compañía de Campo 2/7 levantó catorce minas, pero un tractor rompió una pista que pasaba sobre una mina. El 7 de diciembre, dos tanques más fueron dañados por minas, uno sin posibilidad de reparación. Luego, los zapadores cortaron una nueva pista que cubrieron con pana . Para apoyar el ataque a Lakona, los tanques tuvieron que cruzar un arroyo con escarpados bancos de coral, crecidos por un aguacero torrencial. Si bien se hicieron esfuerzos para sacar un compresor, los tanques dispararon contra los bancos y los agujeros se llenaron de explosivos y detonaron. En la noche del 16 de diciembre, cinco tanques Matilda se unieron a la infantería e invadieron las posiciones japonesas. Contaron 47 japoneses muertos; y mató a otros 17 en operaciones de limpieza al día siguiente. El 20 de diciembre, con la ayuda de cuatro tanques Matilda y 750 proyectiles de 25 libras, la 4.ª Brigada de Infantería ocupó el área de Fortification Point. Entre el 5 y el 20 de diciembre, el La Cuarta Brigada de Infantería reportó 65 muertos y 136 heridos. Las bajas japonesas fueron 420 muertos y 136 encontrados muertos, víctimas de enfermedades, desnutrición y suicidio. Solo se tomaron seis prisioneros japoneses. 

### Sio
El 21 de diciembre de 1943, la Brigada de Infantería 20 pasó por la Brigada de Infantería 4 e inició la segunda etapa de la persecución. Los generales Blamey, Berryman y Wootten visitaron al comandante interino de la brigada, el teniente coronel NW Simpson, y enfatizaron que la brigada debía minimizar las bajas en la medida de lo posible mediante el empleo de artillería y tanques. Esa tarde, la compañía líder del 2/13 Batallón de Infantería llegó a Hubika. El cronista del batallón registró:

Hubika Creek was an indescribable scene. Naked enemy dead everywhere. Evidently used as a dressing station. Forty dead in one small cave. None had been buried. The area was foul and nauseating.

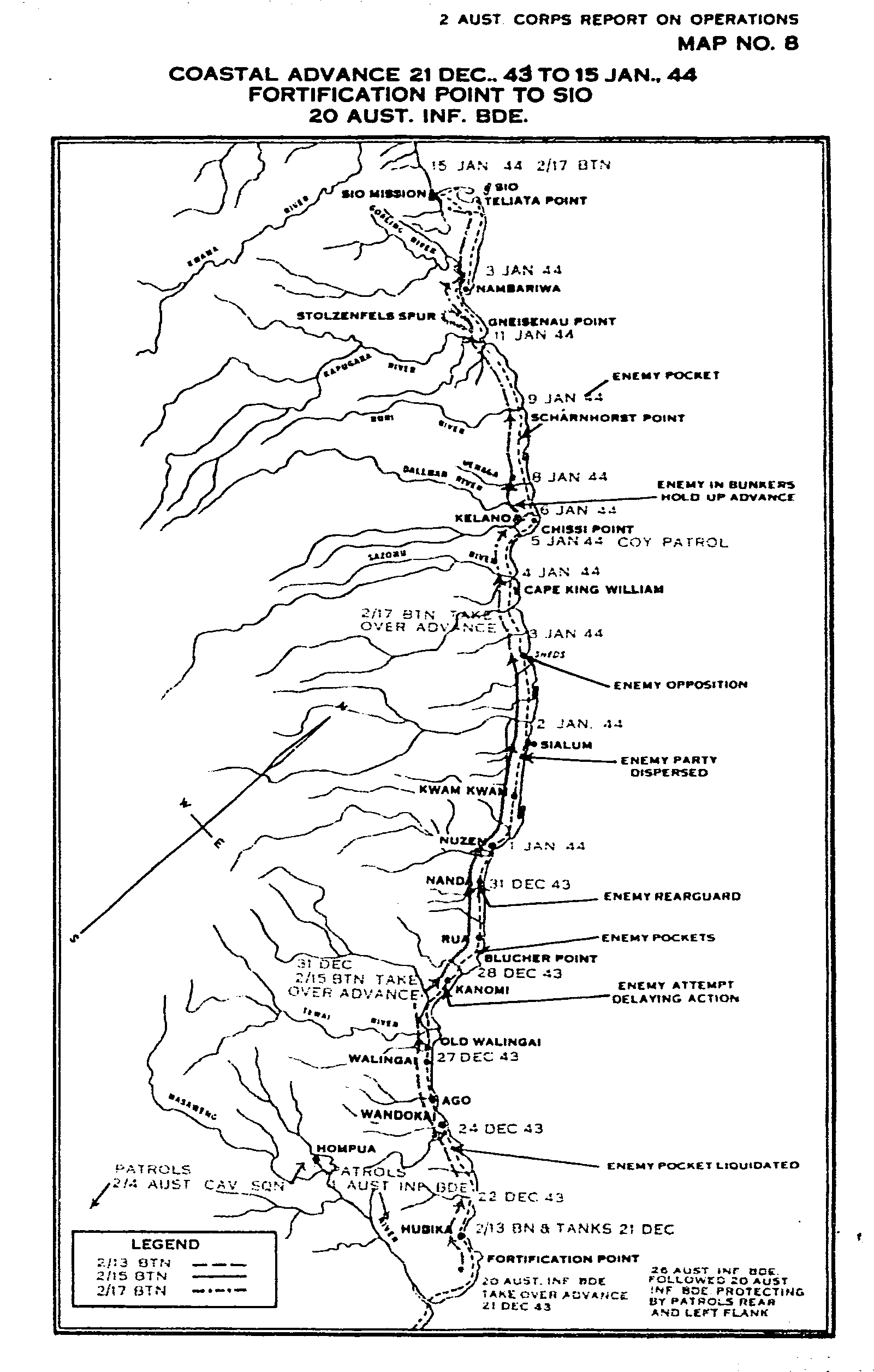
Avance costero 21 de diciembre de 1943 - 15 de enero de 1944

Se ordenó un alto para Navidad mientras subían los suministros. Las unidades tuvieron un día de descanso. La mayoría cenó pavo, jamón, papas asadas y budín de Navidad, y se llevaron a cabo los servicios de Navidad. El general Blamey insistió en que la tarifa de Navidad estuviera disponible para todas las unidades y se hicieron esfuerzos extraordinarios para llevar a cabo su directiva. En un caso, un Piper Cub del escuadrón n.° 4 de la RAAF entregó una tarifa navideña a una compañía de Papúa en una patrulla de largo alcance. El avance se reanudó el 27 de diciembre, precedido por ataques aéreos de 18 B-25 Mitchell y 12 bombarderos Boston . El 2/15. ° Batallón de Infantería y los tanques del Escuadrón A, 1. ° Batallón de Tanques tomaron la delantera el 31 de diciembre; llegaron a Sialum el 2 de enero de 1944. Este tenía una playa protegida que servía como área de mantenimiento. Ese día, el desembarco estadounidense en Saidor colocó una gran fuerza en la ruta de escape japonesa.
Antes de trasladarse a las montañas, el cuartel general de la 20.ª División decidió destruir sus materiales criptográficos en lugar de transportarlos. Como el clima húmedo hacía que quemarlos página por página fuera un proceso lento y difícil, y un incendio podría atraer la atención de las Fuerzas Aéreas Aliadas, alguien decidió simplemente enterrarlos en un baúl de acero en el lecho de un arroyo. Un zapador australiano que revisaba el lecho del arroyo en busca de trampas explosivas con un detector de metales lo descubrió y lo desenterró con la creencia de que era una mina. Un oficial de inteligencia reconoció el contenido como libros de códigos y pronto estaba en camino a la Oficina Central en Brisbane . Allí, las páginas fueron cuidadosamente secadas y fotografiadas. El 4 de febrero de 1944, los descifradores de códigos de la Oficina Central descifraron un mensaje de trece partes que exponía las decisiones tomadas en una conferencia de oficiales japoneses de alto rango. Rápidamente se enviaron copias del material a Arlington Hall . En enero de 1944, Arlington Hall había descifrado 1.846 mensajes del ejército japonés. En marzo de 1944, con los libros de códigos Sio en la mano, descifró 36.000 mensajes.
El 11 de enero, un pelotón del 2/17 Batallón de Infantería reemplazó una escalera de cuerda y, después de subirla y dos escaleras de madera, llegó a un área en lo alto de un acantilado que alguna vez había sido un cuartel general japonés. Habría sido una posición formidable si hubiera sido defendida, pero no lo fue. El cuerpo principal del batallón siguió al día siguiente. El río Goaling se cruzó en pequeños botes dejados por los japoneses el 13 de enero y entró en Nambariwa, donde se tomó un prisionero, seis japoneses fueron fusilados y nueve encontrados muertos. El 15 de enero, se llevaron a Sio. Se descubrió que el área de Sio-Nambariwa había sido la principal área de suministro japonesa, y se encontraron una gran cantidad de vertederos de combustible, suministros y tiendas. Durante el avance desde Fortification Point a Sio, 303 japoneses fueron asesinados o encontrados muertos y 22 capturados. La Brigada de Infantería 20 había perdido 3 muertos y 13 heridos, pero 958 habían sido evacuados enfermos, en su mayoría con malaria, y una epidemia de dengue también había pasado factura. Se habían capturado grandes cantidades de equipo japonés, incluidos seis cañones de 75 mm, tres cañones de 37 mm y tres cañones de 20 mm .

### Saidor

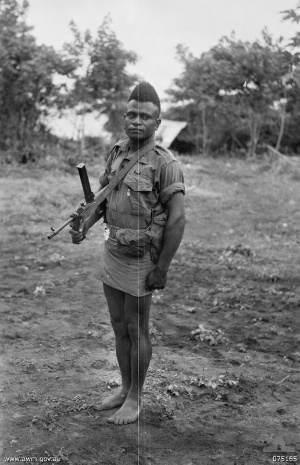
Sargento Bengari, MM de la Compañía A, Batallón de Infantería de Papúa. Lleva una pistola Owen.

A las 18.00 horas del 20 de enero de 1944, el cuartel general de la 5.ª División del Mayor General AH Ramsay, que había llegado desde Lae, reemplazó al de la 9.ª División. Al mismo tiempo, la 8.ª Brigada de Infantería reemplazó a la 20.ª.  La 8.ª Brigada de Infantería, que había pasado gran parte de la guerra en servicio de guarnición en Australia Occidental, comenzó a partir de Cairns el 10 de enero. La intención original había sido que fuera a Lae para relevar a la Brigada de Infantería 29, que había combatido en la campaña Salamaua-Lae, pero en diciembre se decidió enviarlo directamente a Finschhafen. La brigada contenía tres batallones de infantería, el 4, el 30 y el 35, todos de Nueva Gales del Sur . También contaba con el apoyo del 2/12 Regimiento de Campo, 532.º EBSR y la Compañía A, Batallón de Infantería de Papúa. La brigada sufrió sus primeras bajas la noche del 21 al 22 de enero en un incidente de fuego amigo, que era un hecho común con unidades sin experiencia en la guerra en la selva . Dos australianos fueron asesinados y dos heridos por sus propios camaradas.
El 22 de enero, un nativo informó haber visto a siete japoneses en las colinas al suroeste de Sio y se envió una patrulla al mando del cabo Bengari para investigar. Al llegar a las inmediaciones el 24 de enero, un lugareño informó que habían llegado otros 22 japoneses. A la mañana siguiente, Bengari y sus cinco compañeros tendieron una emboscada a los japoneses y los mataron a todos antes de que pudieran disparar. Los aviones Wirraway y Boomerang del Escuadrón n.º 4 de la RAAF exploraron antes del avance. Su trabajo de reconocimiento aéreo permitió a los australianos y papúes saber dónde se podía esperar oposición, acelerando así el avance. Los pilotos notaron paracaídas japoneses, señales de que los japoneses estaban recibiendo suministros por aire. El 4 de febrero, los australianos también se vieron obligados a utilizar el suministro de aire, ya que la crecida de los ríos arrasó con varios puentes.
Cada día, los papúes mataron de 12 a 15 japoneses, pero no fue hasta el 8 de febrero que la retaguardia japonesa se encontró en Weber Point y se realizó un ataque formal. Cinco japoneses fueron asesinados. En total, 53 japoneses fueron asesinados y cuatro capturados ese día. Dos australianos resultaron heridos. Al día siguiente, otros 61 japoneses fueron asesinados y 9 capturados, esta vez sin bajas australianas. El 10 de febrero, el 30.º Batallón de Infantería se encontró con dos soldados estadounidenses en Yagomai, conectándose así con la fuerza estadounidense en Saidor.
La Brigada de Infantería 8 comenzó ahora a limpiar el área. El 18 de febrero, el 35.º Batallón de Infantería atacó a una fuerza japonesa cerca de Gabutamon, matando a 40. Al encontrar una fuerza de unos 100 japoneses en la cercana Tapen, atacaron, matando a otros 52 japoneses por la pérdida de un hombre herido, mientras que los papúes en sus flancos mataron a otros 51, de los cuales 43 fueron contabilizados por el cabo Bengari y otros dos papúes. Al día siguiente, los papúes encontraron y mataron a otros 39 japoneses en los alrededores. En Tapen, los australianos y papúes también encontraron pruebas de que los japoneses habían recurrido al canibalismo . En el período del 20 de enero al 1 de marzo de 1944, 734 japoneses fueron asesinados, 1.775 fueron encontrados muertos y 48 fueron capturados. Las bajas australianas llegaron a cuatro muertos y seis heridos. 
Ambos bandos lograron cumplir sus objetivos; los japoneses se retiraron, mientras que los australianos cobraron un precio terrible. El balance de pérdidas fue abrumadoramente en contra de los japoneses, tanto en términos de hombres como de equipo. Parece que solo alrededor de 4.300 de los 7.000 soldados bajo el mando de la 20.ª División japonesa que originalmente había estado al frente de Sio sobrevivieron a la retirada, y muchos de ellos quedaron ineficaces debido a heridas, enfermedades, desnutrición y agotamiento. No se aprovechó la oportunidad de destruir la 51.ª División japonesa . Estas tropas vivieron para luchar contra los estadounidenses en la batalla del río Driniumor a finales de año y contra los australianos en la campaña Aitape-Wewak en 1945. Por otro lado, la nueva base en Finschhafen ya no estaba amenazada por los japoneses y se convirtió en un importante punto de partida para la campaña de Nueva Guinea Occidental . La captura de los cifrados japoneses en Sio permitió al general MacArthur llevar a cabo las Operaciones Temerarias y Persecución con un plan basado en inteligencia sólida en lugar de solo en su propia intuición.

## notas
1. ↑  Coates, Bravery Above Blunder, p. 148
2. ↑  Coates, Bravery Above Blunder, pp. 149–177
3. ↑  Coates, Bravery Above Blunder, p. 227
4. 1 2  Coates, Bravery Above Blunder, p. 236
5. 1 2  Coates, Bravery Above Blunder, pp. 228–229
6. ↑  Dexter, The New Guinea Offensives, pp. 675–679
7. 1 2 3 4 5  «II Corps Report on Operations: October 1943 – March 1944, Australian War Memorial: AWM52 1/4/8». pp. 59-60. Archivado desde el original el 21 de noviembre de 2015. Consultado el 21 de noviembre de 2015.
8. ↑  Dexter, The New Guinea Offensives, p. 731
9. 1 2  Dexter, The New Guinea Offensives, p. 727
10. ↑  Dexter, The New Guinea Offensives, p. 734
11. ↑  Berryman diary, 14 December 1943, Australian War Memorial: AWM93 50/2/23/331
12. ↑  Yoshihara, Kane, Southern Cross, Australian War Memorial, archivado desde el original el 19 de febrero de 2011, consultado el 16 de diciembre de 2010.
13. 1 2 3  Coates, Bravery Above Blunder, p. 243
14. 1 2 3 4 5 6  «Report on Operations – 9 Aust Div: Operations from December 1943 – January 1944, Australian War Memorial: AWM52 1/5/20». pp. 25-30. Archivado desde el original el 21 de noviembre de 2015. Consultado el 21 de noviembre de 2015.
15. 1 2  Report on Operations – 5 Aust Div: Operations from Sio to Saidor 20 January – 29 February 1944, Australian War Memorial: AWM54 519/6/48
16. ↑  Casey, Amphibian Engineer Operations, p. 97
17. ↑  Monthly Historical Report of Operations – 2d ESB, January 1944, U.S. Army Corps of Engineers: X-78 E-20-1
18. ↑  Coates, Bravery Above Blunder, p. 241
19. ↑  Dexter, The New Guinea Offensives, p. 714
20. ↑  Dexter, The New Guinea Offensives, p. 715
21. ↑  Dexter, The New Guinea Offensives, p. 718
22. ↑  Dexter, The New Guinea Offensives, p. 722
23. ↑  Dexter, The New Guinea Offensives, p. 716
24. ↑  Dexter, The New Guinea Offensives, pp. 722–724
25. ↑  Dexter, The New Guinea Offensives, p. 725
26. ↑  Dexter, The New Guinea Offensives, p. 728
27. 1 2  Dexter, The New Guinea Offensives, p. 729
28. ↑  Dexter, The New Guinea Offensives, p. 730
29. ↑  Drea, MacArthur's Ultra, pp. 92–93
30. ↑  Dexter, The New Guinea Offensives, pp. 735–736
31. ↑  Dexter, The New Guinea Offensives, p. 736
32. ↑  «War Diary, 8th Infantry Brigade, 10 January 1944, AWM52 8/2/8». Australian War Memorial. Archivado desde el original el 21 de noviembre de 2015. Consultado el 21 de noviembre de 2015.
33. ↑  «War Diary, New Guinea Force, 6 December 1943, AWM52 1/5/51». Australian War Memorial. Archivado desde el original el 21 de noviembre de 2015. Consultado el 21 de noviembre de 2015.
34. ↑  Dexter, The New Guinea Offensives, p. 764
35. ↑  Dexter, The New Guinea Offensives, p. 765
36. 1 2  Dexter, The New Guinea Offensives, p. 766
37. ↑  Dexter, The New Guinea Offensives, p. 767
38. ↑  «8th Infantry Brigade Report on Operations, 21 February 1944, War Diary, 8th Infantry Brigade, January 1944, AWM52 8/2/8». Australian War Memorial. Archivado desde el original el 21 de noviembre de 2015. Consultado el 21 de noviembre de 2015.
39. ↑  Dexter, The New Guinea Offensives, p. 769
40. ↑  Dexter, The New Guinea Offensives, p. 770
41. ↑  Dexter, The New Guinea Offensives, pp. 732–737
42. ↑  Coates, Bravery Above Blunder, pp. 254–255